# Каенсарское сельское поселение
Каенсарское сельское поселение — сельское поселение в Кукморском районе Татарстана.
В состав сельского поселения входит 1 населённый пункт — село Каенсар.

## Население
| 2010 | 2011 | 2012 | 2013 | 2014 | 2015 | 2016 |
| ---- | ---- | ---- | ---- | ---- | ---- | ---- |
| 390  | →390 | ↘381 | ↘374 | →374 | ↘365 | ↗368 |
| 2017 | 2018 |      |      |      |      |      |
| ↘360 | ↘355 |      |      |      |      |      |

Национальный состав поселения — татары, есть удмурты и русские.